# التمور في السعودية
التمور في السعودية هي أحد أهم المصادر الغذائية والموارد الاقتصادية في المملكة العربية السعودية. وتعد منتجًا وطنيًا استراتيجيًا ارتبط بتاريخ السعودية. وتمثل النخلة رمزا وطنيا ومكونا رئيسيا للشعار الرسمي للمملكة، كما تعد جزءا مهما من الثقافة السعودية.
تحتضن المملكة ما يزيد على 33 مليون نخلة وأكثر من 123 ألف حيازة زراعية تنتج أكثر من 1.5 مليون طن من التمور كل عام، وتأتي السعودية في المركز الثاني عالمياً كأكثر الدول المنتجة للتمور، كما وصلت صادراتها من التمور في عام 2020 إلى 215 ألف طن صُدّرت إلى أكثر من 107 دُوَل، ونمت قيمة الصادرات بنسبة 7.1% بقيمة 927 مليون ريال. وفي العام 2023 ارتفعت قيمة صادرات المملكة من التمور بنسبة 14% لتصل قيمة صادرات التمور 1.462 مليار ريال مقارنة ب 1.280 مليار ريال خلال العام 2022م.
ويسهم قطاع النخيل والتمور السعودي في كثير من الصناعات التحويلية والأغذية ليشمل بذلك الأغذية والأعلاف والصناعات الأخرى كالمنتجات الطبية والتجميلية وصناعات مواد البناء، ويبلغ عدد مصانع التمور في المملكة 157.
أطلقت المملكة علامة التمور السعودية في أكتوبر 2018، وهي علامة تجارية تهدف لضمان جودة المنتج ورفع القيمة السوقية وزيادة نسبة صادرات المملكة من التمور ذات الجودة العالية. وبلغ عدد النخيل الحاصلة على العلامة 1.7 مليون نخلة، في حين حصل 42 مصنعا و41 مزرعة و24 شركة، حتى عام 2020.
وفي يوليو 2024 أعلن موقع (TradeMab) التابع لمركز التجارة العالمي أن المملكة العربية السعودية احتلت المرتبة الأولى (عالمياً) في صادرات التمور للعام 2021 من حيث القيمة، فقد بلغت قيمة الصادرات السعودية من التمور خلال العام نفسه 1.215 مليار ريال.

## زراعة
اهتمت المملكة منذ وقت مبكّر بزراعة النخيل، ودعم المزارعين، وسنّ القوانين وإيجاد التنظيمات والإجراءات التي تسهم في المحافظة على أشجار النخيل وسلامتها، وتسهم في رفع وتحسين كفاءة إنتاجها من التمور وفق مواصفات قياسية تعني بصحة الإنسان, فأصبحت إحدى أكثر الدول إنتاجاً للتمور وصناعاتها المختلفة.
ويبلغ عدد أشجار النخيل في المملكة أكثر من 30 مليون نخلة تنتج أكثر من 1.5 مليون طن من أصناف التمور, يتم بيعها في السوق المحلي للمستهلكين والمصانع المحلية.

## أصناف التمور
| الصورة | الاسم      | معلومات |
| ------ | ---------- | --- |
|        | سكري       | تشتهر به منطقة القصيم، وهو يأتي لونه أصفر وآخر لونه أحمر. |
|        | الخلاص     | الخلاص هو نوع من أنواع التمور، تشتهر به منطقة القصيم، ومحافظتا الخرج والأحساء، ويتميز بالحفاظ على نكهته الطيبة بعد فترة طويلة من تخزينه، وله لون أصفر مشمشي، حلو المذاق، ويقدم عادة مع القهوة العربية في المناسبات. |
|        | العجوة     | اشتهرت بها المدينة المنورة، وقد لاقت شهرة واسعة كونها ذكرت في السنة النبوية، تنتج مزارع المدينة من العجوة 20-30 طن يوميًا، وتتصدر قائمة التمور التي يتم تصديرها خارج المملكة بمعدل 100 طن سنويًا، تعرف بأن لها نوعين هما “الطويل (أبو ذراع)” و“المدردمة (المدور)” وأن لونها يميلُ إلى السواد، في عام 2016، أنشئت جامعة طيبة أول كرسي يختص بأبحاث عجوة المدينة. |
|        | زاملي      | نوع من أنواع التمور والرطب في محافظة الأحساء بالمملكة العربية السعودية، ينضج في شهر يونيو من كل عام، وهو ضمن الأنواع التي يتأخر موسم نضجها، يعد من التمور التي تستهلك في مرحلة الرطب وحتى مرحلة التمر. |
|        | روثانة     | روثانة نوع من أنواع التمور والرطب التي اشتهرت به المدينة المنورة في المملكة العربية السعودية، تنضج في منتصف يونيو من كل عام وينتهي موسمها سريعًا، ذات شكل بيضاوي، ولون البسر أصفر والرطب بلون نصف بني ونصف أصفر، ولون التمر بني مصفر، وتأكل غالبًا نصف بلح ونصف تمر. |
|        | الرزيز     | الرزيز هو نوع من أنواع التمور، تشتهر به محافظة الأحساء في المنطقة الشرقية في المملكة العربية السعودية. وهو التمر الأشهر في الأحساء قديمًا، ويعتبر من أفضل أنواع التمور وأغناها غذائيًا، ويصنع من الرزيز السفسيف والدبس، كما يعتبر من التمور النادرة في الأحساء، بسبب زراعة العدد الأكبر من المزارعين تمر الخلاص، ويكتفي المزرعين بزراعة كمية قليلة من أصناف التمور الأخرى بما فيها تمر الرزيز. |
|        | حاتمي      | نوع من أنواع التمور في محافظة الأحساء بالمملكة العربية السعودية، ويتوزع نخيله في مزارع واحة الأحساء وهو من النوع المخصص لإنتاج التمور فقط، يستخرج منها دبس التمر ويسمى “دبس حاتمي” ويستخدم في الحلويات والأطباق الشعبية في المنطقة. |
|        | الشيشي     | هو تمر ينتج في محافظة الأحساء في المملكة العربية السعودية.، ويعد من الأطعمة شديدة الحلاوة. ويتميز تمور الخلاص والرزيز والشيشيب بإنتاج 75% من الإنتاج الكلي للأحساء، حيث يشكل تمر الشيشي 50% من إنتاج السعودية للتمور. |
|        | صفري       | نوع من أنواع التمور في محافظة بيشة بالمملكة العربية السعودية، يمثل %6.7 من أشجار النخيل حسب النوع على مستوى المملكة، بواقع 1,900,996 نخلة، يوجد منها 847,506 نخلة في بيشة، لذا يعد المنتج الأول للتمور في المحافظة.، وهو من أكبر التمور حجما، وقد تغنى به الشعراء قديما، ونسبة السكر في هذا النوع أقل من الأنواع الأخرى. ويقام بمحافظة بيشة سنويا مهرجان للتمور يحمل اسمه. |
|        | صقعي       | هو نوع من أنواع التمور التي تنتجها محافظة الخرج في المملكة العربية السعودية، يتميز بأن نفس الثمرة لها مزيج من اللونين الأحمر والأصفر، وذات شكل اسطواني، وأنه لايوجد فيه أي نسبة من السكر الأبيض، فقط يحتوي على سكر الفواكه وسكر العنب. |
|        | نبوت سيف   | يشتهر في منطقة نجد ويعد من أصناف النخيل الممتازة. |
|        | حلوة الجوف | نوع من أنواع التمور في منطقة الجوف بالمملكة العربية السعودية، وتعد أشهر ماتتميز به المنطقة والمنتج الأول في سوق التمور بالجوف، وذلك لاحتوائها على نسبة من الفيتامينات، ولأنها تؤكل بحالاتها الثلاث “بسرًا، رطبًا أو تمرًا”، تنضج في نهاية شهر أغسطس من كل عام وهي آخر النخيل حصادًا في المنطقة. |
|        | البرني     | البَرْنَيّ هو نوع من التِّمر في العراق. كما تشتهر به قرية العيص في السعودية، حيث ينتجه النخيل في موسم الصيف من كل عام. |
|        | الغر       | الغر أو الغرة أو الغراء، هو رطب ينتج في محافظة الأحساء ومحافظة القطيف في المنطقة الشرقية، وفي محافظة الدلم في منطقة الرياض، وفي صحراء الربع الخالي في المملكة العربية السعودية.، ويعد رطب الغر من الأصناف المبكرة التي تنتج في الأحساء مع رطب رطب الطيار، والمجناز. |
|        | الخنيزي    | هو تمر ينتج في محافظة القطيف ومحافظة الأحساء ومنطقة القصيم في المملكة العربية السعودية كما ينتج في بعض الدول مثل سلطنة عمان والإمارات العربية المتحدة، وتؤكل ثمار تمر الخنيزي على ثلاث مراحل وهي البسر والرطب والتمر، يتميز بقلة محتويات المواد القابضة، ويمتاز بالطعم والنكهة الجيدة، يستخدم في إنتاج الدبس. |
|        | الطيار     | هو رطب ينتج في محافظة الأحساء في المنطقة الشرقية في المملكة العربية السعودية. يعتبر رطب الطيار من أول الأصناف جني في محافظة الأحساء، ويستمر لمدة من 11 إلي 15 يوم، يحصد محصول الطيار في الأيام الأولي من شهر يونيو، بالتحديد اليوم العاشر من شهر يونيو، حيث يقدر عدد نخيل أصناف الرطب من 3% إلي 5% من نخيل الأحساء، ويتراوح إنتاج نخيل الأحساء من الثمار من 120 إلي 150 ألأف طن، فيما يمثل صنف الطيار في الأحساء بثلاثة الاف نخلة بنسبة تقدر ب1%، حيث يقع صنف الطيار في المركز 12 من حيث جودة أصناف الرطب حيث يتصدر صنف خلاص الجودة، حيث يفضل أكله رطبًا. يتبع صنف الطيار من الأصناف المبكرة الغز والمجناز، ثم يظهر الأصناف المتوسطة، ثم يظهر الأصناف المتاخرة. وعند ظهور صنف الطيار يظهر بكميات قليلة ثم يتوافر كميات كبيرة منه. وتلعب درجة الحرارة دورًا هامًا في سرعة النضوج المبكر للرطب. |
|        | شهل        | شهل أو الشهل أو شهلة، هو تمر ينتج في محافظة الأحساء في المنطقة الشرقية وفي منطقة القصيم في المملكة العربية السعودية ودولة الإمارات العربية المتحدة. شكل ثمرة الشهل بيضاوي، ولون الشهل في مرحلتي البسر والرطب أصفر محمر، ويتحول إلي اللون البني محمر في مرحلة التمر. ويتاخر نضج صنف شهل إلي نهاية الموسم في الفترة بين شهر مايو إلي شهر سيبتمبر. ويفضل جني ثمرة الشهل رطبًا لانها لا تصلح أن تكون تمرًا مع بعض الأنواع الأخري مثل الغر، والمجناز، والطيار، والتناجيب، والخطاب. ويصنف مع بعض الأنواع الأخري مثل أم رحيم، والهلالي، والصبو، والخصاب تحت اسم الاثايل. |
|        | الخصاب     | هو تمر ينتج في محافظة الأحساء في المملكة العربية السعودية كما ينتج في بعض الدول مثل سلطنة عمان، والعراق. يُعتبر صنف الخطاب متاخر النضج، ويتميز بالإنتاجية العالية، ولا يعاني مشاكل في عملية التلقيح، وتستهلك ثماره في مرحلة الرطب. وتتميز نخلة الخصاب بجمال جذعها الضخم، وأنتشار سعفها المنحني ومتوسط الأنحناء، ويُعتبر تمر الخصاب من التمور ذات اللون الأحمر في مرحلة البسر، وألياف النخلة متوسطة، لون الرطب في بني محمر، ويتميز لون التمر بني الغامق، ولون السعف أخضر مزرق، وتشمل النخلة علي عدد أشواك كثيره، ونوعية ثمار الخصاب من النوع الجيد، والجريد غليظ، والخوص عريض وطويل، وتتميز النخلة بانه مقاوم للملوحة، ومقاوم للجفاف، مقاوم للرطوبة.، وشكل ثمرة الخصاب بيضاوي مستطيل. |
|        | المرزبان   | هو تمر ينتج في محافظة الأحساء ومحافظة القطيف في المنطقة الشرقية في المملكة العربية السعودية، وبعض الدول مثل البحرين، والإمارات العربية المتحدة. شكل صنف المرزبان أهليليجي إلي بيضاوي، ولون البسر أصفر ويوجد بها بعض اللون البرتقالي الداكن، ولون الرطب كهرماني، ويتحول في مرحلة التمر إلي بني. ينتج في وسط الموسم، وثمرة المرزبان متوسطة إلي كبيرة الحجم، يعتبر سنف المرزبان صنف شبه تجاري. يعتبر المرزبان أكثر الأصناف في دولة البحرين جيث قدرت نسبته ب13.2% من إنتاج البحرين للتمور. يتميز المرزبان بالدبس. |
|        | الشبيبي    | هو تمر ينتج في محافظة الأحساء ومحافظة القطيف في المنطقة الشرقية المملكة العربية السعودية. يتميز تمر الشبيبي بجودته،، وبشكله البيضاوي، واللون الشبيبي في مرحلة البسر أصفر، واللون في المرحلة الرطب آهرماني واللون في مرحلة التمر آهرماني غامق، وتتميز نخلة الشبيبي بكثافة السعف، وسعف النخلة مرتفع لا ينحني إلي أسفل، وثمار صنف الشيبي متوسطة إلي كبيرة الحجم، ينضج الشبيبي في منتصف الموسم، وتعتبر جودة الثمار متوسطة الجودة. |

## مهرجانات

### مهرجان بريدة للتمور
هو سوق موسمي يقام كل عام عندما تنضج التمور في المنطقة، ويبدأ عادة مع بداية شهر أغسطس ويستمر لشهرين إلى ثلاثة شهور. ويتميز هذا السوق بأنه الأكبر في العالم من حيث العرض. حيث تقدر مبيعاته اليومية بـ 18,000,000 ريال سعودي، وتبلغ 2,000,000,000 ريال سعودي سنويًا، كما أن أصناف التمور تتجاوز الثلاثين صنف، يقع هذا السوق على طريق الملك عبد العزيز جنوباً في مدينة بريدة.

### مهرجان المدينة المنورة
انطلق مهرجان المدينة المنورة الدولي للتمور في نسخته الأولى عام 2018، ويحمل المهرجان شعار تمورنا بركة. ويقام على مساحة تصل إلى 150.000 م2، ويضم ساحة للمزادات اليومية، وأخرى للتصدير، ومواقع لبيع التمور بالتجزئة، ومنطقة للخدمات الرئيسية, كما جرى تخصيص 22 مساراً للحراج بطول 225م للمسار الواحد.
وشهد المهرجان في عامه الأول بيع أكثر من 36 ألف كيلوجرام من تمور المدينة المنورة شملت تمور العجوة، والصفاوي، ومبروم، ولونا، ومجدول، وشلبي، وربيعة، وعنبرة، وصقعي، وروثانا، ومكتومي، وعيادي، وبيض، ومشروك، ومكتومي، وبرني.

### مهرجان عنيزة
هو مهرجان دولي لتسويق التمور، يقام سنويا شرق محافظة عنيزة في منطقة القصيم على مساحة 75 ألف م2، ويستمر لمدة شهرين من بداية شهر أغسطس، ويعد من الأسواق المهمة ومنصة لتصدير التمور داخل المملكة وخارجها، وقد انطلقت النسخة الأولى منه عام 2005م. ومن أصناف التمور التي تعرض فيه: السكري (وهو الأكثر طلبا) والبرحي والعسيلة والروثانة والخشيشي والحساوية وأم حمام ونانه وشقراء وسكرية حمراء ومنيعي وخلاص ونبتة علي وصقعي ورشودية وأم خشب وأم كبار وحليوة وبريمي.

### مهرجان الجوف
أقيم مهرجان الجوف في نسخته الأولى في عام 2014م ومقره في محافظة دومة الجندل. وشهد مشاركة أكثر من 100 مزارع عرضوا منتجاتهم من التمور المختلفة التي تشتهر بها منطقة الجوف وفي مقدمتها «حلوة الجوف».

### مهرجان الإحساء
هو مهرجان دولي لتسويق التمور يقام سنوياً في محافظة الإحساء ويهدف لتسويق تمور الإحساء المصنعة ،واستطاع أن يحقق نجاحات تصاعدية عبر تحويل التمور من منتج زراعي شعبي إلى آخر اقتصادي عالمي، في ظل تنافسية بين أكثر من 50 مقرا لصناعة التمور، وابتكارات تحويلية مثل العطور المستخلصة من التمور، إضافة إلى مشروبات صحية من سعف النخيل، وأقراص السكر المستقاة من التمور، وغيرها الكثير.، حيث أقيمت النسخة التاسعة في يناير 2024 في وسط قلعة أمانة الأحساء. وتتضمن فعاليات المهرجان جوانب متعددة تحاكي مجالات الاهتمام بالنخلة والتمور بأساليب تشويقية.

## جهات ومنظمات

### المركز الوطني للنخيل والتمور
أنشئ بتاريخ 1432/09/29 هـ بموجب الأمر السامي رقم 42649، حيث يهدف إلى تطوير وتنمية قطاع النخيل والتمور في المملكة العربية السعودية، والمساهمة في رفع كفاءة الإنتاج وخفض التكلفة، كما يسعى إلى جعل التمور مصدراً أساسياً للدخل القومي، ومادة غذائية تجذب كلاً من المستهلكين العالميين والمحليين.

### مركز أبحاث النخيل والتمور
تم إنشاء مركز أبحاث النخيل والتمور بجامعة الملك فيصل في الأحساء في عام 1403 هـ 1983 م، ويهدف إلى تحسين إنتاجية النخيل وجـودة التمور وأن يكون إنتاج التمور خاليا من الملوثات.

### المجلس الدولي للتمور
هو منظمة دولية تجمع عددا من الدول المصدرة والمستوردة للتمور، إضافة لمنظمات وهيئات إقليمية ودولية. تأسس المجلس في ديسمبر 2013، ومقره الدائم في مدينة الرياض عاصمة المملكة العربية السعودية.